# Briarpatch
Briarpatch è una serie televisiva statunitense creata da Andy Greenwald e trasmessa nel 2020 sul canale USA Network. Di carattere antologico, la sua prima stagione è tratta dal romanzo Calore e piombo (Briar Patch, 1984) di Ross Thomas.
È stata cancellata dopo una sola stagione.

## Trama
Quando sua sorella, un'agente di polizia, viene uccisa da un'autobomba, Allegra Dill, un'investigatrice alle dipendenze di un senatore degli Stati Uniti, fa ritorno nella propria città natale di San Bonifacio, Texas, a poche miglia dal confine col Messico, per scoprire il colpevole. Vi trova ad aspettarla un mondo ancor più corrotto di quanto si ricordava.

## Personaggi e interpreti

### Principali
- Allegra "Pick" Dill, interpretata da Rosario Dawson.
- Jake Spivey, interpretato da Jay R. Ferguson.
- A. D. Singe, interpretato da Edi Gathegi.
- Gene Colder, interpretato da Brian Geraghty.
- Eve Raytek, interpretata da Kim Dickens.

### Ricorrenti
- Cindy McCabe, interpretata da Allegra Edwards.
- Cyrus, interpretato da Charles Parnell.
- Clyde Brattle, interpretato da Alan Cumming.
- Lucretia Colder, interpretata da Christine Woods.
- Eliseo, interpretato da Rigo Sanchez.
- Freddie Laffter, interpretato da John Aylward.
- Lalo, interpretato da David Zaldivar.
- Daphne "Daffy" Owens, interpretata da Susan Park.
- Joseph Ramírez, interpretato da Enrique Murciano.
- Harold Snow, interpretato da Timm Sharp.
- Antonio "Big Tony" Salazar, interpretato da Mel Rodriguez.
- Sid, interpretato da Kirk Fox.

## Episodi
| Stagione       | Episodi | Prima TV USA | Prima TV Italia |
| -------------- | ------- | ------------ | --------------- |
| Prima stagione | 10      | 2020         | inedita         |